# Broerstraat (Groningen)
De Broerstraat in Groningen loopt van de Oude Boteringestraat naar de Oude Kijk in 't Jatstraat. De straat is aangelegd in de zestiende eeuw. De naam verwijst naar een vroeger franciscaner klooster dat hier in 1245 werd gesticht. De Franciscanen stonden ook bekend als Minderbroeders.  
De Broerkerk bij het klooster werd in 1566 de eerste kerk die (een jaar lang) in gebruik werd gegeven aan de protestanten. Na de Reductie van Groningen werd in het klooster de Latijnse school gevestigd, de voorloper van het huidige Praedinius Gymnasium.
Aan de andere zijde van de straat lag in de Middeleeuwen een tweetal begijnhoven, het Vrouwe Menoldaconvent (1276) en het het Vrouw Sijwenconvent (1284). Deze werden in 1614 in gebruik genomen door de toen gestichte universiteit als huisvesting voor de professoren. In 1846 werden beide begijnhoven gesloopt om plaats te maken voor een nieuw Academiegebouw (1850), dat echter op 30 augustus 1906 door brand verloren ging (de 'Academiebrand'). Na de brand werd het huidige Academiegebouw gebouwd. Het is geopend in 1909. 

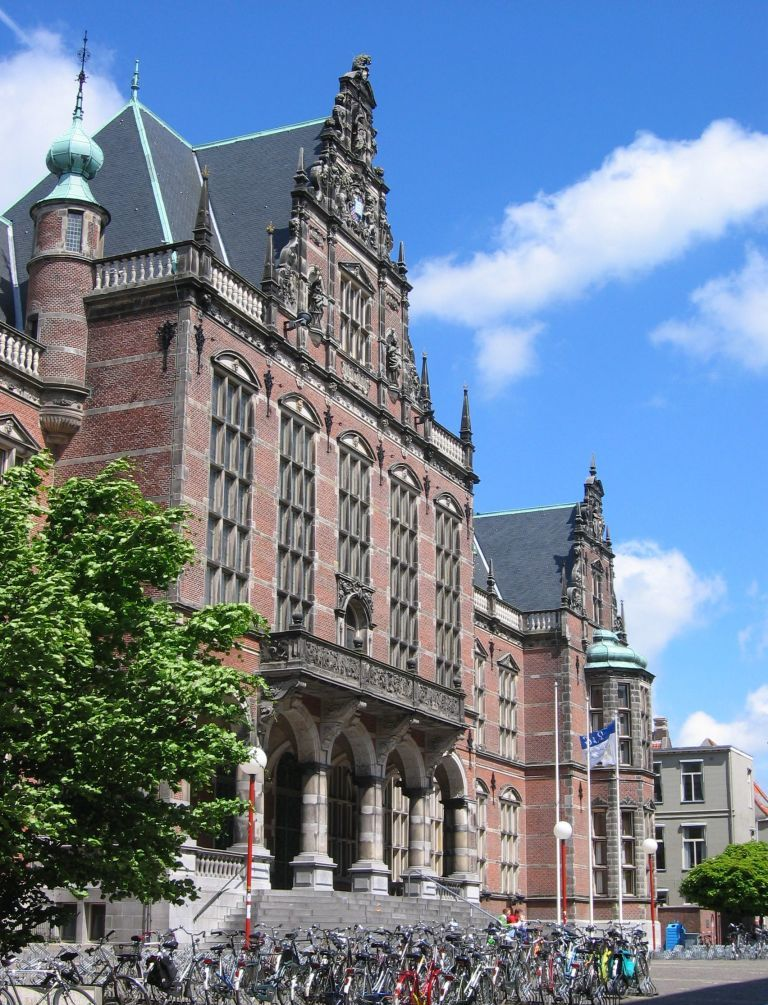
Het Academiegebouw aan de Broerstraat (2004)

De Broerkerk functioneerde als  Academiekerk en bleef als zodanig in gebruik tot 1821. In dat jaar werd de kerk overgedragen aan de katholieken, die het zwaar verwaarloosde gebouw pas na een uitgebreide opknapbeurt in 1836 konden inwijden. De oude kerk werd in 1895 vervangen door een nieuwe kerk, de Sint-Martinuskerk, een neogotisch ontwerp van P.J.H. Cuypers. Bij het instellen van het Bisdom Groningen in 1956 werd dit de kathedraal van het nieuwe bisdom. Voor de kerk stond een meer dan levensgroot beeld van Christus Koning, dat tegenwoordig op het R.K. Kerkhof is te vinden. 

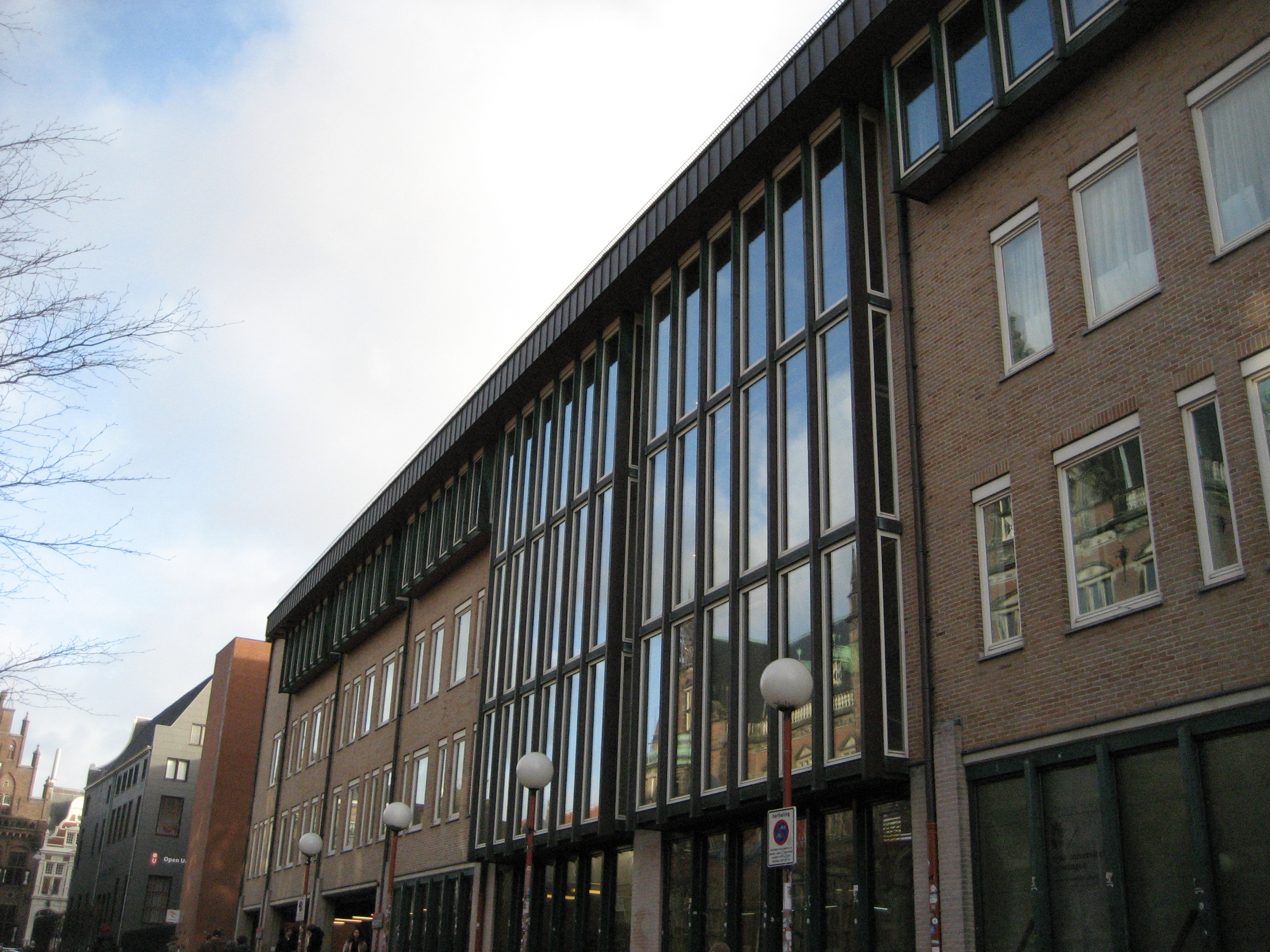
De universiteitsbibliotheek (1987)

De kathedraal is in 1982 gesloopt nadat een in 1975 door architect Herman Hertzberger gemaakt plan om het gebouw om te bouwen tot universiteitsbibliotheek te duur was bevonden. Ter plaatse is in 1987 de nieuwe universiteitsbibliotheek, naar een ontwerp van P.H. Tauber gebouwd.
Het deel van de Broerstraat direct voor het Academiegebouw wordt meestal aangeduid als Academieplein. Op het plein staat sinds 1994, als eerste onderdeel van het kunstproject Kennisjaren 1994-2014 van de universiteit, een groene beuk (de universiteit met al haar takken van wetenschap, geworteld in het verleden), omringd door een zeshoek van betonnen bankjes, symbool van de groei, de wijsheid en de statigheid van Ubbo Emmius, de eerste rector magnificus van de Academie (1614-1625). Rondom is een aanduiding te zien van de overige kunstwerken die tot 2014 worden geplaatst bij universitaire gebouwen.
Achter de Muur · 
Akerkhof · 
Akerkstraat · 
Broerstraat · 
Brugstraat ·
Bruine Ruiterstraat ·
Burchtstraat · 
Butjesstraat ·
Carolieweg ·
Coehoornsingel · 
Donkersgang · 
Driften · 
Emmaplein · 
Folkingestraat · 
Folkingedwarsstraat ·
Ganzevoortsingel · 
Gasthuisstraatje ·
Gedempte Kattendiep ·
Gedempte Zuiderdiep ·
Gelkingestraat ·
Grote Kromme Elleboog ·
Grote Markt ·
Guldenstraat ·
Guyotplein ·
Haddingestraat ·
Haddingedwarsstraat ·
Hardewikerstraat ·
Hereplein · 
Herebinnensingel ·
Heresingel ·
Herestraat ·
Hoekstraat ·
Hofstraat ·
Hoge der A ·
Hoogstraatje ·
Jacobijnerstraat ·
Kleine der A ·
Kattenhage ·
Kleine Kromme Elleboog ·
't Klooster ·
Kostersgang ·
Koude Gat ·
Kreupelstraat ·
Kwinkenplein ·
De Laan ·
Lage der A ·
Lopende Diep ·
Lutkenieuwstraat ·
Marktstraat ·
Martinikerkhof ·
Munnekeholm ·
Muurstraat ·
Naberstraat ·
Nieuwe Boteringestraat ·
Nieuwe Ebbingestraat ·
Nieuwe Kerkhof ·
Nieuwe Kijk in 't Jatstraat ·
Nieuwe Markt ·
Nieuwstad ·
Noorderhaven ·
Oosterstraat ·
Ossenmarkt ·
Oude Boteringestraat ·
Oude Ebbingestraat ·
Oude Kijk in 't Jatstraat ·
Papengang ·
Pausgang · 
Pelsterstraat ·
Peperstraat ·
Poelestraat ·
Praediniussingel ·
Rademarkt ·
Radesingel ·
Reitemakersrijge ·
Rode Weeshuisstraat ·
Schoolstraat · 
Schoolholm · 
Schuitemakersstraat ·
Schuitendiep · 
Sieboldsgang · 
Singelstraat · 
Sint Jansstraat ·
Sint Walburgstraat ·
Spilsluizen ·
Stationsstraat ·
Steentilstraat ·
Stoeldraaierstraat · 
Torenstraat · 
Turfstraat ·
Turfsingel ·
Turftorenstraat ·
Ubbo Emmiussingel ·
Vismarkt ·
Visserstraat ·
Waagstraat ·
Zoutstraat ·
Zwanestraat